# Fear (film, 1996)
Pour les articles homonymes, voir Fear.
 (février 2010).
Si vous disposez d'ouvrages ou d'articles de référence ou si vous connaissez des sites web de qualité traitant du thème abordé ici, merci de compléter l'article en donnant les références utiles à sa vérifiabilité et en les liant à la section « Notes et références ».
Pour plus de détails, voir Fiche technique et Distribution.
Fear est un film américano-canadien, réalisé par James Foley, sorti en 1996.

## Synopsis
La jeune et innocente Nicole Walker (Reese Witherspoon) a récemment rejoint son père Steve (William Petersen) qui vit maintenant avec sa seconde femme Laura (Amy Brenneman) et son fils. À 16 ans, elle et sa copine Margo Masse (Alyssa Milano) ne pensent qu'à sortir et s'amuser. Dans un café, elle tombe sous le charme de David McCall (Mark Wahlberg), qui lui évite une bousculade dans une discothèque et semble être le petit ami idéal. Mais il va se révéler être en réalité un dangereux psychopathe.

## Fiche technique
Sauf indication contraire, les informations mentionnées dans cette section peuvent être confirmées par la base de données cinématographiques IMDb,  présente dans la section « Liens externes ».
- Titre : Fear
- Réalisation : James Foley
- Scénario : Christopher Crowe (en)
- Décors : Alex McDowell
- Costumes : Kirsten Everberg
- Photographie : Thomas Kloss (de)
- Monteur : David Brenner
- Musique : Carter Burwell
- Production : Brian Grazer
- Sociétés de production : Imagine Entertainment, Universal Pictures
- Sociétés de distribution[1] : Fox Network
- Budget : 6 500 000 de dollars
- Pays :  États-Unis,  Canada
- Langue : anglais
- Format : couleur (Technicolor) - 2.35:1 – 35 mm — Dolby SR, LC-Concept Digital Sound (France)
- Genre : Thriller
- Durée : 97 min
- Dates de sorties en salles : 
  - États-Unis : 12 juin 1996
  - Canada : 12 juin 1996
  - France : 24 juin 1998
- Film interdit aux moins de 16 ans de sa sortie en salles en France[2].

## Distribution
- Mark Wahlberg (VF : Vincent Barazzoni) : David McCall
- Reese Witherspoon (VF : Jackie Berger) : Nicole Walker
- William Petersen (VF : Tony Joudrier) : Steve Walker
- Alyssa Milano (VF : Sybille Tureau) : Margo Masse
- Amy Brenneman : Laura Walker
- Todd Caldecott (VF : Olivier Jankovic) : Gary Rohmer
- Christopher Gray (VF : Hervé Grull) : Toby Walker
- Tracy Fraim (nl) (VF : Christophe Peyroux) : Logan
- Andrew Airlie (VF : Jérôme Keen) : Alex McDowell
- Jason Kristofer : Terry
- Jed Rees (en) : Knobby
- Gary Riley : Hacker
- David Fredericks : Larry O'Brien
- Jo Bates (VF : Dominique Vallée) : Julie Masse
- Gerry Bean[n 1] : Eddie Clark

## Autour du film
- À l'origine, ce devait être Liv Tyler qui devait incarner Nicole Walker. Mais elle fut remplacée par Reese Witherspoon.

## Musique
1. Jessica - The Allman Brothers Band
2. Green Mind - Dink
3. Comedown - Bush
4. Wild Horses - The Sundays
5. Machinehead - Bush
6. Something's Always Wrong - Toad the Wet Sprocket
7. Animal - Prick
8. Stars and Stripes Forever - C.H.S
9. The Illist - Marky Mark
10. Irie Vibe - One Love